# Ashland (Kentucky)
Ashland je město ve státě Kentucky ve Spojených státech amerických, druhé největší sídlo okresu Boyd County. V roce 2010 zde žilo 21 684 obyvatel.
Město je lokálním ekonomickým a medicinským střediskem severozápadního Kentucky; nacházejí se zde ocelárny AK Steel a nemocnice King's Daughters Medical Center, která je s počtem zaměstnanců přes 4000 největším zaměstnavatelem ve městě.

## Osobnosti města
- Trace Cyrus, hudebník
- Lynndie Englandová, americká vojačka, odsouzená za mučení zajatců ve irácké věznici Abú Ghrajb
- Gina Haspelová, ředitelka CIA
- Jillian Hall, wrestlerka

## Galerie

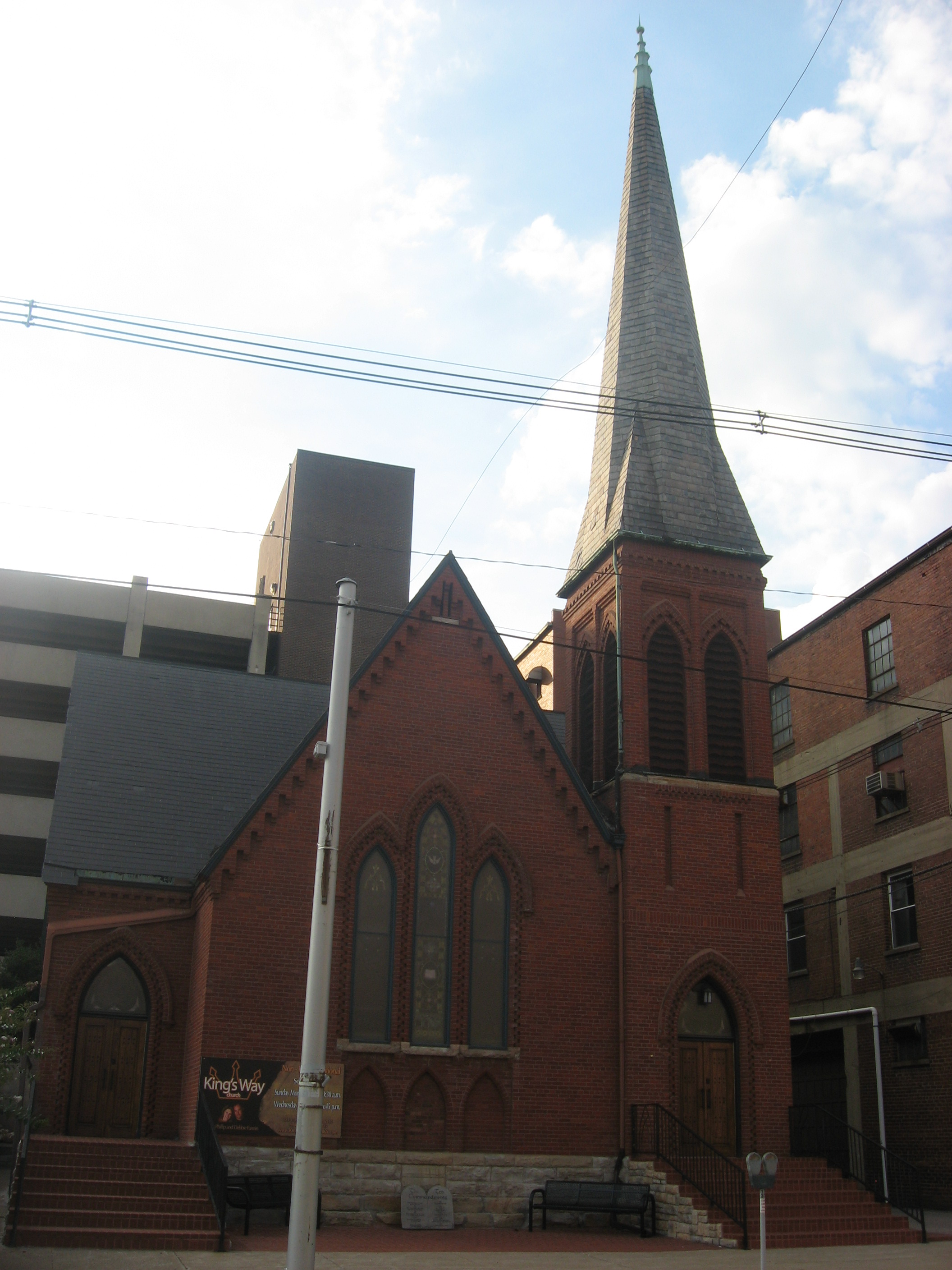
První kostel v Ashlandu
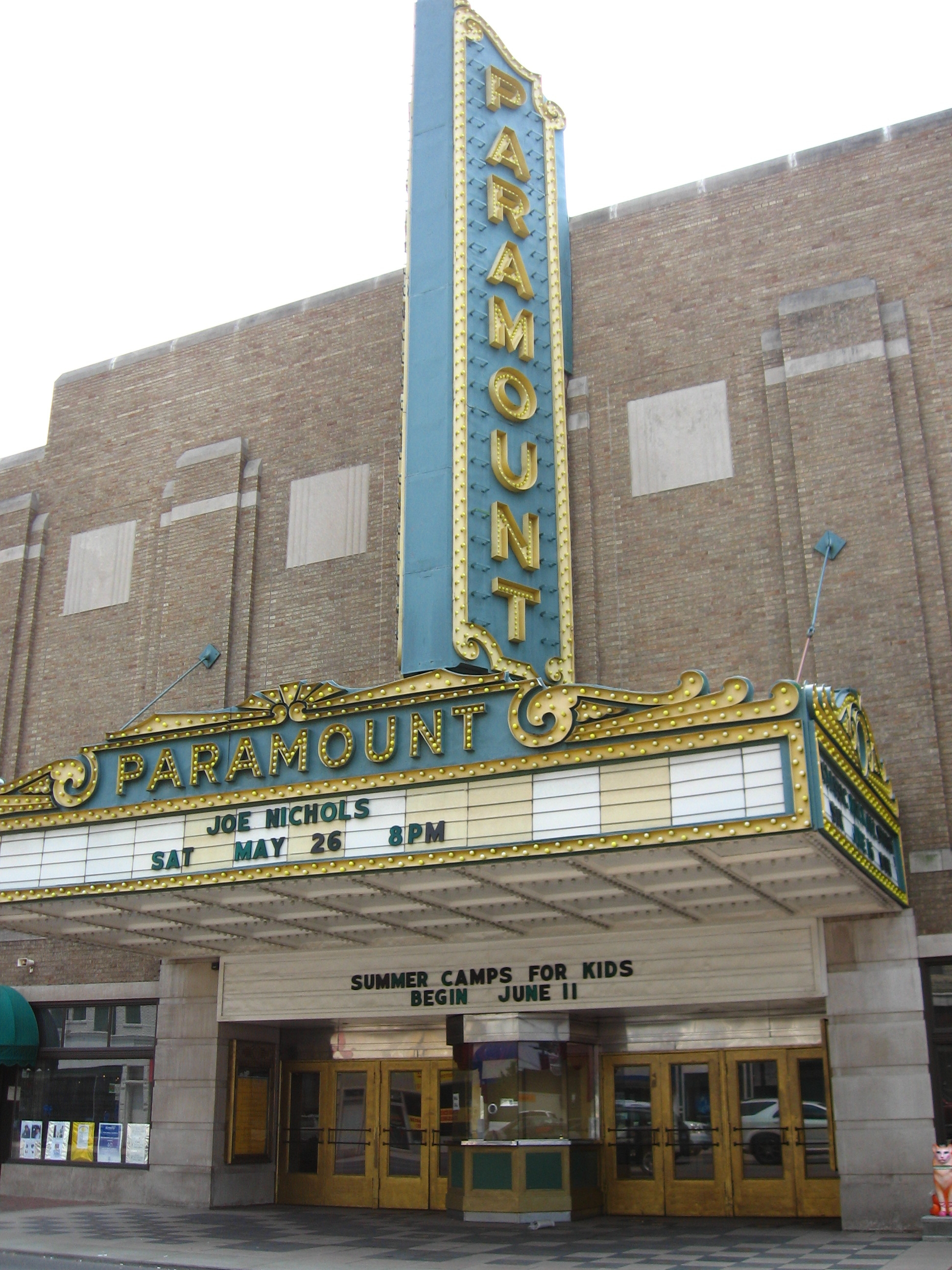
Paramount Arts Center, historické divadlo
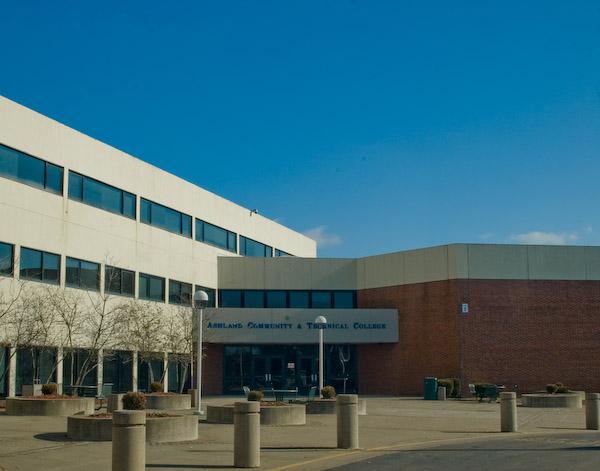
Ashland Community and Technical College
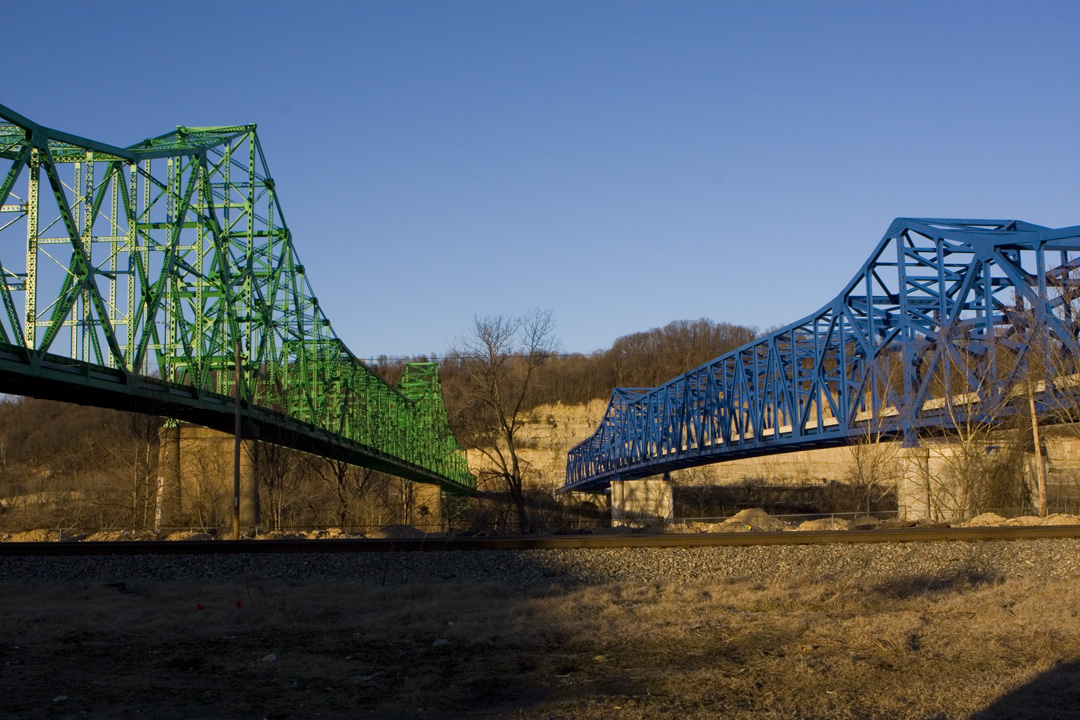
Mosty Ben Williamson Memorial Bridge a Simeon Willis Memorial Bridge
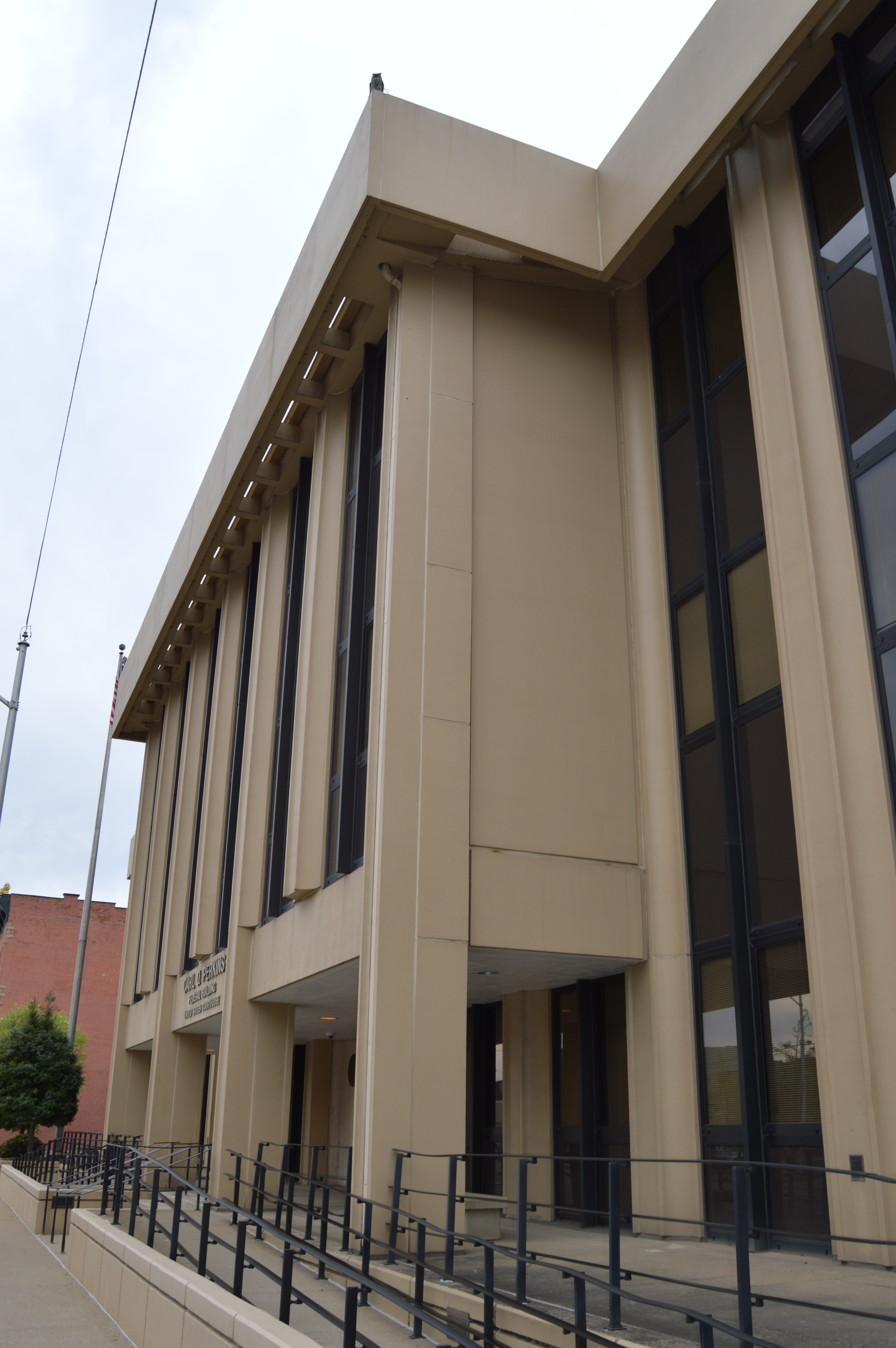
Carl Perkins Federal Building